# Leet (Pennsylvania)
Leet  è una township degli Stati Uniti d'America, nella contea di Allegheny nello Stato della Pennsylvania. Secondo il censimento del 2000 la popolazione è di 1.568 abitanti.

## Società

### Evoluzione demografica
La composizione etnica vede una prevalenza della razza bianca (94,83%) seguita da quella afroamericana (2,68%), dati del 2000.
| township di Leet Popolazione |       |
| 2000                         | 1.568 |
| Stima al 01-07-07            | 1.505 |